# Brookesia brygooi
Espèce
Statut de conservation UICN

 LC  : Préoccupation mineure
Statut CITES
Brookesia brygooi est une espèce de sauriens de la famille des Chamaeleonidae.

## Répartition
Cette espèce est endémique du Sud-Ouest de Madagascar.

## Description
Ce caméléon nain est de petite taille, diurne, et vit au sol ou sur les branches basses des forêts.

## Étymologie
Cette espèce est nommée en l'honneur d'Édouard Raoul Brygoo.

## Publication originale
- Raxworthy & Nussbaum, 1995 : Systematics, speciation and biogeography of the dwarf chameleons (Brookesia; Reptilia, Squamata, Chamaeleontidae) of northern Madagascar. Journal of Zoology, vol. 235, p. 525-558 (texte intégral).